# Helene Stähelin

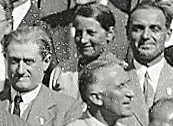
Helene Stähelin, Mitte hinten (1932)

Helene Stähelin (* 18. Juli 1891 in Wintersingen; † 30. Dezember 1970 in Basel) war eine Schweizer Mathematikerin, Lehrerin und Friedensaktivistin.
Zwischen 1948 und 1967 war sie Präsidentin der Schweizer Sektion der Women’s International League for Peace and Freedom und deren Vertretung im Schweizerischen Friedensrat.

## Frühes Leben und wissenschaftliche Arbeit
Stähelin war eine von zwölf Kinder des Pfarrers Gustav Stähelin (1858–1934) und seiner Frau Luise (geb. Lieb). 1894 zog die Familie von Wintersingen nach Allschwil.
Stähelin besuchte die Töchterschule Basel (heute Gymnasium Leonhard) und anschliessend die Universität Basel und Universität Göttingen.
1922 unterrichtete sie Mathematik und Naturwissenschaften am Töchterinstitut in Ftan.
1924 promovierte sie an der Universität Basel mit ihrer Dissertation Die charakteristischen Zahlen analytischer Kurven auf dem Kegel zweiter Ordnung und ihrer Studyschen Bildkurven, unter der Aufsicht von Hans Mohrmann und Otto Spiess.
1926 wurde sie Mitglied der Schweizerischen Mathematischen Gesellschaft.
Zwischen 1934 und 1956 arbeitete sie als Lehrerin an der protestantischen Sekundarschule in Zug.
Nach ihrer Pensionierung kehrte sie nach Basel zurück, wo sie Otto Spiess dabei half, die Briefe der Bernoulli-Familie zu bearbeiten.

## Politischer Aktivismus
Als Pazifistin engagierte Stähelin sich in der Women’s International League for Peace and Freedom (Internationale Frauenliga für Frieden und Freiheit, IFFF) und beschäftigte sich mit dem Problem wissenschaftlicher Kriegsführung.
Sie war Präsidentin der Schweizer Sektion der IFFF zwischen 1947 und 1967. Die Hauptagenda in dieser Zeit war die Organisation der Vereinten Nationen, Atomwaffen und der Vietnamkrieg.
Wegen ihrer Arbeit als Friedensaktivistin wurde sie in den 1950er-Jahren von der Schweizer Behörde überwacht.
Ihre Akte in der Bundesanwaltschaft wurde bis 1986 geheim gehalten.
Stähelin setzte sich auch für das Frauenstimmrecht in der Schweiz ein, welches allerdings nicht mehr zu ihren Lebzeiten erreicht wurde.